# Рівняння в повних диференціалах
Рівняння в повних диференціалах (англ. exact differential equation, total differential equation) — різновид звичайного диференціального рівняння, який широко використовується в фізиці і інженерії.

## Визначення
Маємо однозв'язну область і відкриту підмножину D в R2 і дві неперервні в D функції I та J, тоді неявне звичайне диференціальне рівняння першого порядку у вигляді
{\displaystyle I(x,y)\,\mathrm {d} x+J(x,y)\,\mathrm {d} y=0,\,\!}
називають Рівняння в повних диференціалах, якщо існує неперервно-диференційовна функція F, яку звуть функція потенціалу, така що
{\displaystyle {\frac {\partial F}{\partial x}}=I}
і
{\displaystyle {\frac {\partial F}{\partial y}}=J.}
Назва «рівняння в повних диференціалах» стосується повної похідної функції. Для функції {\displaystyle F(x_{0},x_{1},...,x_{n-1},x_{n})}, повна похідна щодо {\displaystyle x_{0}} така
{\displaystyle {\frac {\mathrm {d} F}{\mathrm {d} x_{0}}}={\frac {\partial F}{\partial x_{0}}}+\sum _{i=1}^{n}{\frac {\partial F}{\partial x_{i}}}{\frac {\mathrm {d} x_{i}}{\mathrm {d} x_{0}}}.}

### Приклад
Функція {\displaystyle F:\mathbb {R} ^{2}\to \mathbb {R} } отримується з:
{\displaystyle F(x,y)={\frac {1}{2}}(x^{2}+y^{2})+c}
І є функцією потенціалу для диференціального рівняння:
{\displaystyle x\,\mathrm {d} x+y\,\mathrm {d} y=0.\,}

## Існування функції потенціалу
У фізичних застосуваннях функції I та J зазвичай не тільки неперервні, але й неперервно-диференційовні. Теорема Шварца надає нам необхідний критерій існування функції потенціалу. Для диференціальних рівнянь на однозв'язній множині критерій також достатній і ми отримуємо така теорему: Диференціальне рівняння у формі:
{\displaystyle I(x,y)\,\mathrm {d} x+J(x,y)\,\mathrm {d} y=0,\,\!}
де I та J неперервно-диференційовні на однозв'язній і відкритій підмножині D в R2, тоді функція потенціалу F існує тоді і тільки тоді
{\displaystyle {\frac {\partial I}{\partial y}}(x,y)={\frac {\partial J}{\partial x}}(x,y).}